# الزعتری (کمپ)
الزعتری (به عربی: مخیم الزعتری) یک اردوگاه پناهندگان در اردن است که در استان مفرق واقع شده‌است. الزعتری ۵٫۲ کیلومتر مربع مساحت و ۷۸٬۹۰۸ نفر جمعیت دارد.